# Stylianos Venetidis
Stylianos "Stelios" Venetidis (19 de noviembre de 1976) es un exfutbolista griego, que se desempeñaba de lateral izquierdo cuyo último club fue el AE Larisa de la Super Liga de Grecia.

## Clubes
| Club             | País   | Año         |
| ---------------- | ------ | ----------- |
| Skoda Xanthi     | Grecia | 1996 - 1999 |
| PAOK Salónica FC | Grecia | 1999 - 2001 |
| Olympiacos FC    | Grecia | 2001 - 2006 |
| AE Larisa        | Grecia | 2006 - 2012 |

## Palmarés
PAOK Salónica FC
- Copa de Grecia: 2001

Olympiacos FC
- Super Liga de Grecia: 2001-02, 2002-03, 2004-05, 2005-06
- Copa de Grecia: 2005, 2006

AE Larisa
- Copa de Grecia: 2007

Selección de fútbol de Grecia
- Eurocopa 2004